# Voyageur (bande dessinée)

Voyageur est une série de bande dessinée française de science-fiction en 13 tomes.  
La série est terminée. 

## Auteurs
- Scénario : Éric Stalner & Pierre Boisserie (T1 à T13), Juanjo Guarnido (T13)
- Dessin : Éric Stalner (T1 à T4), Marc Bourgne (T5 à T8), Lucien Rollin (T9), Siro (T10), Éric Lambert (T11), Éric Liberge (T12), Juanjo Guarnido (T13)
- Couleurs : Jean-Jacques Chagnaud (T1 à T12), Frédéric Besson (T13)
- Couvertures : Juanjo Guarnido

## Liste des albums
- 1. Futur 1, mars 2007
- 2. Futur 2, septembre 2007
- 3. Futur 3, mars 2008
- 4. Futur 4, septembre 2008
- 5. Présent 1, novembre 2008
- 6. Présent 2, mars 2009
- 7. Présent 3, juin 2009
- 8. Présent 4, novembre 2009
- 9. Passé 1, mars 2010
- 10. Passé 2, juin 2010
- 11. Passé 3, novembre 2010
- 12. Passé 4, avril 2011
- 13. Omega, octobre 2011

## Histoire
Dans la série du futur, une aventure initiatique dans un Paris futuriste, délabré et privatisé, aux mains d'un groupe financier qui dirige l'Europe, le récit porte sur l'adolescence du héros et l'émergence de sa capacité à voyager d'abord dans l'espace, puis dans le temps.
Dans la série du présent, un thriller rapide et tendu, Voyageur, âgé d'une vingtaine d'années, a effectué son premier saut quantique vers le passé, un passage qui l'a laissé sans mémoire.
La série du passé, composée de 4 récits complets se déroulant à chaque fois dans une époque différente, montre un Voyageur plus âgé qui part dans le temps non pas pour en modifier le cours, mais, au contraire pour en assurer la pérennité...

## Personnages
- Lou/Mark/Vedder : héros principal
- Fish : frère de Lou
- Lili : sœur de Lou et Fish
- Loui Markovic : puissant savant et dirigeant de la fondation Markovic dans la série futur; il est le "créateur" des trois frères et sœur Lou, Fish et Lili.
- Clara : compagne de Mark dans la série "Présent"